# Dyskografia Ashlee Simpson
Artykuł przedstawia całkowitą dyskografię amerykańskiej wokalistki pop Ashlee Simpson. Artystka w sumie wydała trzy albumy studyjne, osiem singli, dwie strony B oraz osiem teledysków dzięki wytwórni Universal Music.

## Albumy
| Rok  | Informacje                                                                                           | Pozycje na listach | Pozycje na listach | Pozycje na listach | Pozycje na listach | Pozycje na listach | Pozycje na listach | Pozycje na listach | Pozycje na listach | Certyfikaty                                    |
| Rok  | Informacje                                                                                           | US                 | CAN                | UK                 | AUS                | IRL                | GER                | AUT                | FRA                | Certyfikaty                                    |
| ---- | --- | ------------------ | ------------------ | ------------------ | ------------------ | ------------------ | ------------------ | ------------------ | ------------------ | ---------------------------------------------- |
| 2004 | Autobiography - Pierwszy album studyjny - Wydany: 20 lipca 2004 - Format: CD, digital download       | 1                  | 8                  | 31                 | 40                 | 22                 | 31                 | 37                 | 96                 | - US: 3× platyna - CAN: 2× platyna - UK: Złoto |
| 2005 | I Am Me - Drugi album studyjny - Wydany: 18 października 2005 - Formaty: CD, digital download        | 1                  | 4                  | 50                 | 35                 | —                  | —                  | 60                 | —                  | - US: Platyna - CAN: Złoto                     |
| 2008 | Bittersweet World - Trzeci album studyjny - Wydany: 22 kwietnia 2008 - Formaty: CD, digital download | 4                  | 8                  | 57                 | 41                 | 16                 | —                  | 55                 | —                  |                                                |

## Single
| 2004                                                                                             | "Pieces of Me"             | 5  | –   | 7   | 15  | 26  | 10  | 20  | 3   | 32  | 31  | 11  | 4  | Autobiography     |
| 2004                                                                                             | "Shadow"                   | 57 | –   | 31  | 60  | 42  | –   | –   | –   | –   | –   | 30  | –  | Autobiography     |
| 2005                                                                                             | "La La"                    | 86 | –   | 10  | 46  | 68  | 16  | 25  | –   | 11  | 32  | –   | 11 | Autobiography     |
| 2005                                                                                             | "Boyfriend"                | 19 | –   | 6   | 45  | 56  | 13  | –   | 19  | 21  | –   | –   | 12 | I Am Me           |
| 2005                                                                                             | "L.O.V.E." [A]             | 22 | –   | 5   | –   | –   | –   | –   | –   | 12  | –   | –   | –  | I Am Me           |
| 2006                                                                                             | "Invisible" [B]            | 21 | –   | –   | –   | –   | –   | –   | –   | –   | –   | –   | –  | Bittersweet World |
| 2007                                                                                             | "Outta My Head (Ay Ya Ya)" | –  | 59  | 16  | 74  | 30  | 15  | –   | –   | –   | –   | –   | 24 | Bittersweet World |
| 2008                                                                                             | "Little Miss Obsessive"    | 96 | 72  | –   | –   | –   | –   | –   | –   | –   | –   | –   | –  | Bittersweet World |
| 2012                                                                                             | "Bat for a Heart"          | –  | –   | –   | –   | –   | –   | –   | –   | –   | –   | –   | –  |                   |
| 2018                                                                                             | "I Do" (z Evan Ross)       | –  | –   | –   | –   | –   | –   | –   | –   | –   | –   | –   | –  |                   |
|                                                                                                  |                            | US | CAN | AUS | AUT | GER | IRL | NLD | NOR | NZL | SWE | SWI | UK |                   |
|                                                                                                  | Single numer jeden         | –  | –   | –   | –   | –   | –   | –   | –   | –   | –   | –   | –  |                   |
|                                                                                                  | Single w Top 10            | 1  | –   | 4   | –   | –   | 1   | –   | 1   | –   | –   | –   | 1  |                   |
|                                                                                                  | Single w Top 40            | 4  | 1   | 6   | 1   | 2   | 4   | 2   | 2   | 4   | 2   | 2   | 4  |                   |
| "–" oznacza, że singel się ukazał, lecz nie zajął pozycji w notowaniu bądź nigdy się nie ukazał. |                            |    |     |     |     |     |     |     |     |     |     |     |    |                   |

Adnotacje
- A ^ Singel wydany jedynie na rynki muzyczne w Stanach Zjednoczonych oraz Australii i Oceanii.
- B ^ Singel wydany jedynie na rynek muzyczny w Stanach Zjednoczonych.
- C ^ Singel wydany na rynkach muzycznych poza Stanami Zjednoczonymi.

## Strony B
| Rok  | Piosenka         | Strona A |
| ---- | ---------------- | -------- |
| 2004 | "Sorry"          | "Shadow" |
| 2005 | "Endless Summer" | "La La"  |

## Inne
Piosenki, które nie pojawiły się na oficjalnych, studyjnych albumach artystki, ale nagrane przez nią dla innych celów:
| Rok  | Utwór                                        | Album                                |
| ---- | -------------------------------------------- | ------------------------------------ |
| 2003 | "Just Let Me Cry"                            | Zwariowany Piątek Soundtrack         |
| 2004 | "Little Drummer Boy" (feat. Jessica Simpson) | Rejoyce: The Christmas Album         |
| 2004 | "Christmas: Past, Present and Future"        | Radio Disney Jingle Jams             |
| 2006 | "Invisible"                                  | Nickelodeon's Kids' Choice, Volume 3 |
| 2007 | "Invisible"                                  | Bratz: Motion Picture Soundtrack     |

## Teledyski
| Rok  | Tytuł                      | Reżyser         |
| ---- | -------------------------- | --------------- |
| 2004 | "Pieces of Me"             | Stefan Smith    |
| 2004 | "Shadow"                   | Liz Friedlander |
| 2004 | "La La"                    | Joseph Kahn     |
| 2005 | "Boyfriend"                | Marc Webb       |
| 2005 | "L.O.V.E."                 | Diane Martel    |
| 2006 | "Invisible"                | Marc Webb       |
| 2007 | "Outta My Head (Ay Ya Ya)" | Alan Ferguson   |

## Niewydane utwory
Utwory, które Simpson napisała i/bądź nagrała lecz zostały niewydane.
- "Dumb Ass Blonde" (Guy Chambers, Simpson)[2]
- "Eat You Up" (Chambers, Simpson)[3]
- "Hott" (Danielle Brisebois, Wayne Rodriques, Simpson)[4]